# Hapydjefa
Hapydjefa o Djefaihapi fue un nomarca de Asiut, durante la dinastía XII. Fue nombrado por Sesostris I, con quien habría servido en las campañas en Nubia. Se ha encontrado una estatua que le representa en Kerma, aunque, según Nicolás Grimal, esto no prueba que hubiese sido gobernador de ese reino.
Se ocupó de reconstruir el nomo XIII tras las guerras habidas durante los reinados de la dinastía XI. Además de la estatua de Kerma, se han conservado otras halladas en Tell Hizzin (Líbano) y en Gebel Barkal (Napata). Estaba casado con Sennuy, de la que se conserva una estatua en el museo de Boston.

## Titulatura
Príncipe hereditario de Egipto, Director de los Profetas de Assiut, Hatia (alcalde), El que agrada al dios.

## Tumba
Su tumba, la número 1 de la necrópolis de Asiut, no está terminada aunque se conserva en buen estado. Es la más grande de las tumbas privadas conocidas del Imperio Medio y tiene gran número de inscripciones, con sus títulos, privilegios y dominios, además de diez contratos funerarios, que han servido como fuente para el estudio del derecho en el Antiguo Egipto.